# Sea Slug (ЗРК)
Сий Слъг (на английски: Seaslug, [siː_slʌg], – „морски топуз“; в периода на своето разработване ракетният комплекс се нарича „проект 502“ – англ. Project 502) е британски корабен зенитно-ракетен комплекс. Състои на въоръжение на британските разрушители с УРО от типа „Каунти“. Използван в хода на Фолкландската война.

## История
Програмата на научноизследователските и опитно-конструкторските работи започва през 1949 г. Нивото на секретност на проекта е безпрецедентно за британското ракетостроене, самото название на ЗРК – „Сий слъг“ – е огласено пред публика едва през април 1957 г., осем години след началото на програмата НИОКР по случайност, – от адмиралът на ВМС на САЩ Арли Бърк по време на негова реч пред британската общественост в резиденцията на Лорд-кмета на Лондон – Mansion House, London. Официалните власти на Великобритания бързат да опровергаят заявлението на адмирала, но в британската преса вече се появяват новини относно изпитанията на ракетата на борда на експерименталния ракетен кораб за съпровождане на самолетоносачите „Джирдъл нес“.

## Задействани структури
В разработката и производството на ракетните комплекси и съпътстващото оборудване са задействани множество малки предприятия-подизпълнители и редица големи фирми-доставчици, такива като:
- Ракетния комплекс като цяло – Hawker Siddeley Dynamics (Whitworth Gloster Aircraft Ltd);
- Ракета – Armstrong Whitworth, Aircraft Division (от март 1949 г.);
- Двигател – Imperial Chemical Industries Ltd;
- Система за насочване – Sperry Gyroscope Co. Ltd. (от март 1949 г.) → English Electric Co. Ltd → General Electric Co., Ltd.;
- Система за управление на полета – G.E.C. Turbine Generators Ltd (от септември 1949 г.);
- Електронна и електротехническа апаратура – E.M.I. Engineering Development Ltd.
- Спомагателно оборудване, възли и агрегати – Sir George Godfrey and Partners; McMichael Radio Ltd.; Metropolitan Vickers Ltd.; The John Thompson Conveyor Co. Ltd.; Vickers-Armstrongs Ltd.

## Конструкция
ЗУР „Сий слъг“ има необичайна компоновка. Четирите твърдогоривни ускорителя Gosling разработени от PERME и произвеждани от Bristol Aerojet, са закрепени около корпуса на ракетата в носовата ѝ част, всеки от тях има дължина 3,35 м, диаметър 28,1 см, маса 223,7 кг и развива тяга от 111,2 кН. Соплата на ускорителите са поставени под ъгъл от 45 градуса от надлъжната ос на ракетата, за да не я повреди въздействието на реактивната струя. Такава компоновка улеснява процеса на стабилизация на ракетата на стартовия участък от полета, когато ракетата няма висока скорост – ракетата излита в „теглеща“ конфигурация, въртейки се около своята ос и не се нуждае от аеродинамични стабилизатори с голяма площ.
Маршевият двигател на ракетата е твърдогоривен. Първоначално, фирмата разглежда паралелно твърдогоривна и течногоривна версии на ракетата, но после съсредоточава своите усилия към твърдогоривната, използвайки течногоривните само като прототипи. Стабилизацията на „Sea Slug“ в полет се осъществява с помощта на неподвижни криле, Х-образно разположени в централната част на корпуса, а управлението в полет е за сметка на подвижните рули в опашната част. Радиусът на действие на ракетата при първите модификации съставлява до 27 км.
Управлението на ракетата се осъществява „по лъч“. РЛС Type 901 с непрекъснато излъчване генерира тесен въртящ се лъч, насочен към целта, и ракетата се движи по линия, около която се върти лъча. Ако ракетата се отклони от курса, тя започва да пресича трасето на лъча и нейната апаратура изработва сигнал за рулевите машинки, връщащ ракетата по курса. Подобна система е сравнително проста за реализация, доста устойчива към смущения, но има и много съществени недостатъци: намаляване на точността на голяма дистанция поради разширяването на лъча на РЛС и неизползваемост на малки височини, поради отразяването на въртящия се лъч от повърхността на водата.
Съществуват три режима за използване на „Sea Slug“:
- LOSBR (на английски: Line Of Sight, Beam Riding – насочване по лъча в пределите на видимост) – в този режим ракетата просто се движи по оста на въртене на лъча, който я насочва към целта.
- CASWTD (на английски: Constant Angle of Sight With Terminal Dive – постоянен ъгъл на прицелване с последващо пикиране) – предназначен е за поразяване на нисколетящи цели. Ракетата се движи, изкачвайки се нагоре под неголям ъгъл, и в края на своята траектория лъчът я насочва в остро пикиране право върху прелитащата под нея цел.
- MICAWBER (на английски: Missile In Constant Altitude While BEam Riding – насочване по лъча на постоянна височина) – режим, аналогичен на CASWTD, но вместо падане върху целта, ракетата преминава плавно в хоризонтален полет. Предназначен е за използване против надводни кораби. Този метод за насочване страда от проблемите, свързани с отразяването на лъча на радара от повърхността на водата.

Бойната част на ракетата се привежда в действие от радиолокационен детонатор. Възможно е взривяването на ракетата по команда от системата за управление. Тъй като радиовзривателят се оказва ненадежден и чувствителен към смущения, втората версия има инфрачервен детонатор, реагиращ на топлината на двигателя на целта (или на загретите от триенето във въздуха крила). Ударен детонатор ракетата няма.
Независимо на очевидно грозноватата конструкция, британските моряци оценяват „Sea Slug“ много високо и считат, че вероятността за поразяване на целта с ракета в идеални условия съставлява 92% – повече, отколкото всички останали съвременни му зенитно-ракетни комплекси.

## Модификации
Mark 1 (GWS.1) – базов вариант на ракетата с твърдогоривен двигател Foxhound, имащ дължина 2,74 м, диаметър 40,6 см и маса 571,7 кг. Снаряжава се с осколъчно-фугасна бойна част. Приета на въоръжение през 1961 г.
Mark 2 (GWS.2) – усъвършенствана версия на ракетата. Напълно е изменена двигателната установка: стартовите ускорители са заменени с по-мощните, тип Retriever, разработени от SRS и произвеждани от Bristol Aerojet (отличават се от Gosling по горивото и сопловия блок), а маршевият двигател – с двигател Deerhound на същите компании. Радиусът на действие на ЗУР нараства до 32 км и почти двойно се увеличава скоростта на полета. Снаряжава се цяла прътовидна бойна част, при детонацията тя се разгъва в пръстен от стоманен прът с диаметър до 22 метра. Приета на въоръжение през 1965 г.
Blue Slug – нереализиран проект за противокорабна ракета на базата на „Sea Slug“ с по-ниска скорост, но с по-тежка бойна част (БЧ). Проектът е прекратен с цел концентриране на усилията на разработчика върху основния вариант на „Sea Slug“. Дължина на ПКР – 6,1 м, далечина на действието – 24 км.
Атомен Sea Slug – проект за зенитна ракета на базата на „Sea Slug“ с ядрена бойна част. Като такава са разглеждани няколко вида БЧ, но в крайна сметка е избрана американската W44 (произвеждана във Великобритания по лиценз с обозначението Tony). Ракетата е предназначена за ефективното поразяване на скоростни високолетящи цели, като например свръхзвукови крилати ракети. Не е приета на въоръжение по финансови причини.

## Тактико-технически характеристики
| ТТХ                              | Sea Slug Mk. 1                               | Sea Slug Mk. 2                                                           |
| -------------------------------- | -------------------------------------------- | ------------------------------------------------------------------------ |
| Година на приемане на въоръжение | 1961                                         | 1965                                                                     |
| Дължина, м                       | 6 (5,94)                                     | 6,1                                                                      |
| Размах на крилата, м             | 1,44                                         | 1,44                                                                     |
| Размах на рулите, м              | 1,6                                          | 1,6                                                                      |
| Диаметър, м                      | 0,42                                         | 0,41                                                                     |
| Пълна маса, кг                   | 2080                                         | 2384 (1996)                                                              |
| Маса без ускорителите, кг        |                                              | 898                                                                      |
| Скорост на полета, число М       | 0,95                                         | 1,8 (1,85)                                                               |
| Максимална далечина, км          | 27,4                                         | 32                                                                       |
| Височина на поражаемите цели, м  | 16,8                                         | 19,8                                                                     |
| ДУ                               | стартов РДТГ – „Gosling“ маршев РДТчГ „NK.1“ | стартов РДТГ – „Retriever“ маршев РДТГ „Foxhound“ (по-късно „Deerhound“) |
| Бойна част                       | осколочно-фугасна, ~91 кг                    | осколочно-фугасна, ~91 кг                                                |
| Система за управление            | по радиолъч (т. нар. „оседлан лъч“)          | по радиолъч (т. нар. „оседлан лъч“)                                      |

## Пусков комплекс
Всеки кораб с комплекса „Sea Slug“ има една сдвоена пускова установка и един радар за целеуказание Type 901, което означава, че едновременно може да бъде атакувана само една цел (макар и с две ракети). Зенитният комплекс „Sea Slug“ представлява интегрален компонент от конструкцията на кораба. За да се гарантира устойчивостта към поразяващите фактори на ядрения взрив, боекомплектът от ракети е разположен в централната част на корпуса. Ракетите се подават към пусковата установка по дълъг коридор (с дължина половината дължина на кораба), разделен на секции от взривоустойчиви врати.
Ракетите се съхраняват на стелажи, опаковани в амортизационни транспортни рампи. Крилата и стабилизаторите се съхраняват отделно. С помощта на транспортни колички, ракетите се преместват от намиращия се в дълбочината на кораба арсенал в секцията за предстартова подготовка, и от там (след сглобяване и проверка) в мястото за съхранение на готовите за изстрелване ракети, намиращ се пред самата пускова установка. Подаването на ракетите на пусковата се осъществява с помощта на хидравлично приспособление.
Сдвоената пускова установка има необичайна конструкция, тъй като е разчетена за съхраняване на две напълно снаряжени ракети вътре в установката. Фактически, пусковата представлява решетъчен скелет, вътре в който на направляващите се закрепя ракетата. Първоначално, пусковите установки е планирано да са триракетни (именно такава е пусковата установка преминала изпитанията на кораба RFA Girdle Ness), но впоследствие е решено, че презареждането на такава ще отнема прекалено много време, и че двуракетният залп гарантира унищожаването на всяка една цел.
Разглеждани са и планове за поставянето на комплекса „Sea Slug“ на леки самолетоносачи (които се предполага да бъдат преустроени на ракетоносещи вертолетоносачи) и построяването на ракетни крайцери, имащи по две пускови установки и два радара, но поради липса на средства те остават нереализирани.

## Носители
Единствените носители на ЗРК „Sea Slug“ са разрушителите от типа „Каунти“ британски проект (всичко са построени 8 кораба). В средата на 1980-те години част от тези разрушители е продадена на Чили. Данните по експлоатацията на ЗРК „Sea Slug“ на разрушителите от типа „Каунти“ са представени в таблицата.
| Кораби                                                                   | Водоиз местимост, т | Брой направляващи на кърмовата ПУ | Дата на влизане в състава на флота                         | Дата на отписване                      | Дата на демонтаж на ЗРК „Sea Slug“ | Забележка |
| Великобритания                                                           | Великобритания      | Великобритания                    | Великобритания                                             | Великобритания                         | Великобритания                     | Великобритания |
| ------------------------------------------------------------------------ | ------------------- | --------------------------------- | ---------------------------------------------------------- | -------------------------------------- | ---------------------------------- | --- |
| Разрушители тип „Каунти“ (серия 1)                                       |                     |                                   |                                                            |                                        |                                    | |
| HMS Devonshire (D02) HMS Hampshire (D06) HMS London (D16) HMS Kent (D12) | 6200                | 2                                 | 15 ноември 1962 15 март 1963 4 ноември 1963 15 август 1963 | 1978 1976 декември 1981 лятото на 1980 |                                    | |
| Разрушители тип „Каунти“ (серия 2)                                       |                     |                                   |                                                            |                                        |                                    | |
| HMS Fife (D20) HMS Glamorgan (D19) HMS Antrim (D18) HMS Norfolk (D21)    | 6200                | 2                                 | 21 юни 1966 11 октомври 1966 14 юли 1970 7 март 1970       | юни 1987 1986 1984 1981                | юни 1986 – –                       | на 12 август 1987 г. продаден на Чили септември 1986 г. продаден на Чили на 22 юни 1984 г. продаден на Чили на 6 април 1982 г. продаден на Чили |
| Чили                                                                     |                     |                                   |                                                            |                                        |                                    | |
| Разрушители тип „Каунти“ (серия 2)                                       |                     |                                   |                                                            |                                        |                                    | |
| Almirante Latorre                                                        | 6200                | 2                                 | 1986                                                       | 1998                                   | –                                  | ex-HMS Glamorgan (D19) |
| Almirante Cochrane                                                       | 6200                | 2                                 | 1984                                                       | 7 декември 2006                        | 1994                               | ex-HMS Antrim (D18) |
| Capitán Prat                                                             | 6200                | 2                                 | 1982                                                       | 11 август 2006                         | 2001                               | ex-HMS Norfolk (D21) |

## Бойно използване
Макар „Sea Slug“ да се счита вече за остарял още в края на 1960-те и за смяната му да е разработен по-съвършения ЗРК Sea Dart, въпреки това, ракетата към началото на Фолкландския конфликт още остава на въоръжение. В бойна обстановка ракета е изстреляна по аржентински самолет само един път, от борда на разрушителя HMS „Antrim“, но пропуска. Това не е удивително, отчитайки, че „Sea Slug“ никога не е предвиждан за поразява нисколетящи цели.
Още няколко ракети са изстреляни по брегови обекти на аржентинците, включая летището Стенли и неговия радар. Съгласно наличните данни, е постигнато пряко попадение в радарната установка, което напълно я унищожава.

## Коментари
1. ↑  В значението на „снаряд“, „парче метал“ или „удар с юмрук“.
2. ↑  Често се среща погрешното твърдение, че Sea Slug GWS.1 е с течногоривен двигател NK.1. Това твърдение, обаче, не съответства на истината.
3. ↑  Често се среща погрешното твърдение, че GWS.2 преминава на полуактивно насочване. Това твърдение също не съответства на истината.